# Libnotes rotundifolialeos
Libnotes rotundifolialeos är en tvåvingeart som först beskrevs av Young 1990.  Libnotes rotundifolialeos ingår i släktet Libnotes och familjen småharkrankar. Inga underarter finns listade i Catalogue of Life.